# Zagora (Andros)
Zagora ist eine Siedlung der geometrischen Zeit auf der Insel Andros in Griechenland. Der heutige Name des Ortes ist slawischen Ursprungs und bedeutet in etwa „Jenseits der Berge“. Der antike Name des Ortes ist unbekannt.
Die Siedlung wurde in einem einmaligen Gründungsakt angelegt, der sich mit Hilfe von Keramikfunden in das zweite Viertel des 8. Jahrhunderts v. Chr. datieren lässt. Vermutlich handelte es sich um einen Außenposten der euböischen Stadt Eretria. Um 700 v. Chr. wurde der Ort von seinen Bewohnern verlassen, jedoch ohne gewaltsame Fremdeinwirkung. Womöglich führte eine Dürre am Ende des 8. Jahrhunderts v. Chr. zu einer Aufgabe der Siedlung. Ein Tempel im Ort scheint dagegen noch bis um 550 v. Chr. benutzt worden zu sein.
Da Zagora nach 700 v. Chr. nie wieder besiedelt wurde, gilt es als eine der besterhaltenen und besterforschten geometrischen Siedlungen Griechenlands.

## Lage
Der Ort liegt auf einem kleinen Plateau am Meer, an der Westküste von Andros. An fast allen Seiten fällt dieses Plateau steil ab, nur im Osten war es über eine Landzunge mit den Bergen verbunden. Hier stand eine Mauer, so dass der ganze Ort leicht zu verteidigen war. Am Meer gibt es einige Buchten, die wohl als Hafen von Zagora dienten. Der Ort hat kein Wasser, so dass es von weit hergebracht werden musste, daneben scheint auch Regenwasser gesammelt worden zu sein. Die schwierige Wasserversorgung war wohl ein Hauptgrund, warum Zagora relativ früh wieder aufgegeben wurde.
Etwa 1 km nordwestlich entlang der Küste befindet sich auch die Stätte Strofilas aus der Jungsteinzeit.

## Der Ort
Zagora bestand aus einer Reihe dicht an dicht gebauter Häuser, die sich meist aus mehreren Räumen und Höfen zusammensetzten. Es lassen sich schwer bestimmte Typen feststellen. Baumaterial war meist Schiefer, wobei der Boden der Räume aus Stampflehm und das Dach aus Holzbalken bestand. Größere Räume wurden von Holzsäulen gestützt.
In der Mitte der Siedlung fand sich auf einem freien Platz ein Tempel, der etwa 7,6 m × 10,4 m groß war. Er entstand allerdings erst, nachdem die Bevölkerung die Siedlung verlassen hatte. Im Inneren befanden sich ein etwa 5,9 × 6,3 m großer Hauptraum und ein Vorraum. Der Hauptraum wurde von vier, der Vorraum von zwei Säulen gestützt. Als Gottheit wurde hier vielleicht Athene verehrt.
Nahe dem Tempel fand sich das größte Haus der Siedlung. Hier mag deren Oberhaupt gelebt haben. Im Zentrum des Hauses lag ein 51 m² großer Saal, der an drei Seiten von Steinbänken umgeben war. Im Haus fand sich relativ viel reich dekorierte Keramik. Der Fund von Spinnwirteln im Hauptraum deutet an, dass hier auch Frauen lebten und arbeiteten.
Im Osten der Siedlung fand sich eine etwa 140 m lange Wehrmauer, die von Schlucht zu Schlucht reichte und die Siedlung schützte. Bislang wurde lediglich ein Tor entdeckt.

## Erforschung
Die Siedlung wurde seit 1967 von einem griechisch-australischen Team systematisch ausgegraben.